# Takahiro Tsuruda
Takahiro Tsuruda (7 dicembre 1995) è un lottatore giapponese, specializzato nella lotta greco romana.

## Palmarès
- Campionati asiatici

Ulaanbaatar 2022: bronzo negli 87 kg.